# Вальдемар Бандоловскі
Вальдемар Бандоловскі (дан. Valdemar Bandolowski, 17 лютого 1946) — данський яхтсмен.
Олімпійський чемпіон 1976 (клас Солінґ), 1980 (клас Солінґ) років, учасник 1972 року.